# San Mateo, Las Rosas
San Mateo är en ort i Mexiko.   Den ligger i kommunen Comitán Municipality och delstaten Chiapas, i den sydöstra delen av landet, 800 km öster om huvudstaden Mexico City. San Mateo ligger 2 237 meter över havet och antalet invånare är 163.
Terrängen runt San Mateo är varierad. Runt San Mateo är det ganska tätbefolkat, med 100 invånare per kvadratkilometer. Närmaste större samhälle är Socoltenango, 17,7 km söder om San Mateo. I omgivningarna runt San Mateo växer i huvudsak blandskog.